# Gregos otomanos

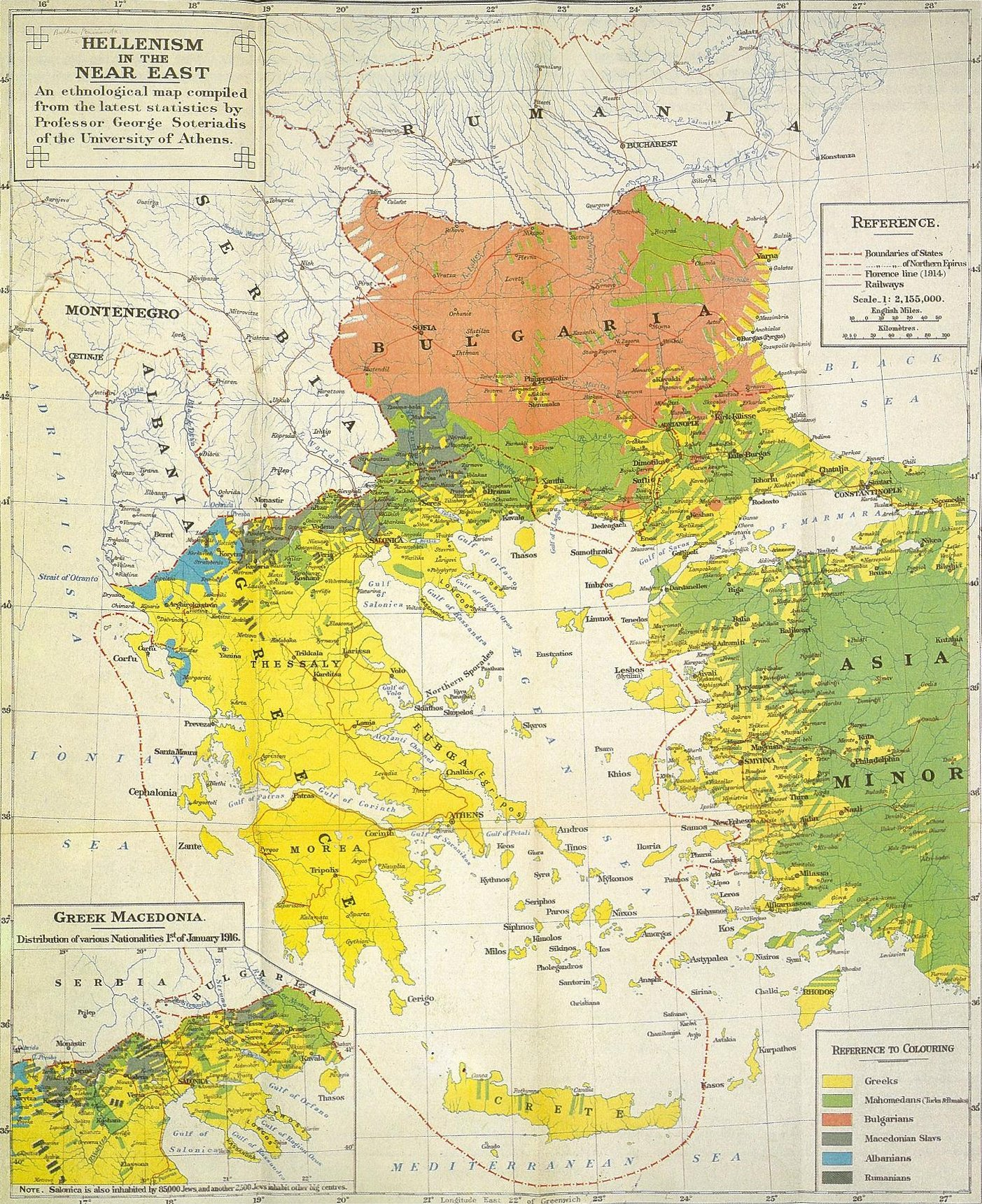
Civilização helênica (em amarelo) no mar Egeu durante e após a Primeira Guerra Mundial, por George Soteriadis(Universidade de Atenas).

Os gregos otomanos (em grego: Ρωμιοί, em turco:  Osmanlı Rumları) eram gregos étnicos que viviam no território do Império Otomano (1299–1923), o estado antecessor da República da Turquia contemporânea. Eles eram cristãos ortodoxos e administrativamente pertenciam ao Millet de Rum (Millet-i Rum). Estavam concentrados nos territórios que hoje compõem a Grécia moderna, na Trácia oriental (especialmente em Constantinopla e seus arredores), no oeste da Ásia Menor (especialmente em Esmirna e arredores), na Anatólia central (especialmente na região da Capadócia) e no nordeste da Anatólia (especialmente no vilaiete de Erzurum, nos arredores de Trebizonda e nos Montes Pônticos, em território aproximadamente correspondente ao Império medieval de Trebizonda). Também existiam comunidades gregas de tamanho considerável em domínios otomanos nos Bálcãs, na Armênia e no Cáucaso - inclusive na região que, entre 1878 e 1917, constituiu a província caucasiana russa do oblast de Carse, na qual gregos pônticos, gregos do nordeste da Anatólia e gregos caucasianos que colaboraram com o Exército Imperial Russo na Guerra Russo-Turca de 1828 a 1829 foram assentados como parte da política oficial da Rússia de repovoar com cristãos ortodoxos uma área anteriormente habitada por muçulmanos otomanos e por armênios.

## História

### Introdução

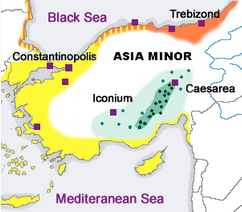
Distribuição linguística dos gregos da Anatólia em 1910: falantes de grego demótico em amarelo, de grego pôntico em laranja e de grego capadócio em verde, com as principais comunidades indicadas de modo individual

No Império Otomano, de acordo com o sistema muçulmano de tratamento aos súditos dhimmi, os cristãos gregos possuíam algumas liberdades limitadas (como o direito de culto), mas eram tratados como cidadãos de segunda classe. Cristãos e judeus não eram considerados iguais aos muçulmanos: testemunhos realizados por cristãos ou judeus contra muçulmanos não eram permitidos nos tribunais. Eles eram, ainda, proibidos de portar armas e de andar a cavalo; suas casas não podiam ser construídas acima das casas dos muçulmanos, e suas práticas religiosas precisavam respeitar as dos muçulmanos, além de várias outras limitações legais. Qualquer violação dessas regras resultava em punições que podiam variar do pagamento de multas à execução.
O Patriarca Ecumênico de Constantinopla era reconhecido como a máxima autoridade política e religiosa (millet-bashi, ou etnarca) de todos os súditos cristãos ortodoxos do sultão, embora durante certos períodos algumas grandes potências estrangeiras, como a Rússia (sob o Tratado de Küçük Kaynarca de 1774) ou a Grã-Bretanha reivindicaram os direitos de proteção sobre as populações ortodoxas do Império Otomano.

### Século XIX
As três grandes potências europeias (Grã-Bretanha, França e Rússia) contestaram o tratamento dado pelo Império Otomano à sua população cristã e passaram a pressionar cada vez mais o governo otomano (metonimicamente conhecido como a Sublime Porta) a estender direitos iguais a todos os seus cidadãos. A partir de 1839, o governo otomano implementou as reformas Tanzimat para melhorar a situação dos não-muçulmanos, porém estas eventualmente se provaram amplamente ineficazes. Em 1856, o édito de reforma imperial (Islâhat Hatt-ı Hümayun) prometeu igualdade a todos os cidadãos otomanos independentemente de sua fé ou etnia, ampliando o escopo de um documento anterior (<i id="mwRg">Hatt-Şerif</i> de Gülhane em 1839). O período de reformas atingiu seu auge com a promulgação da Constituição (ou Kanûn-ı Esâsî em turco otomano) em 23 de novembro de 1876, que determinou a liberdade de crença e a igualdade de todos os cidadãos perante a lei.

### Século XX

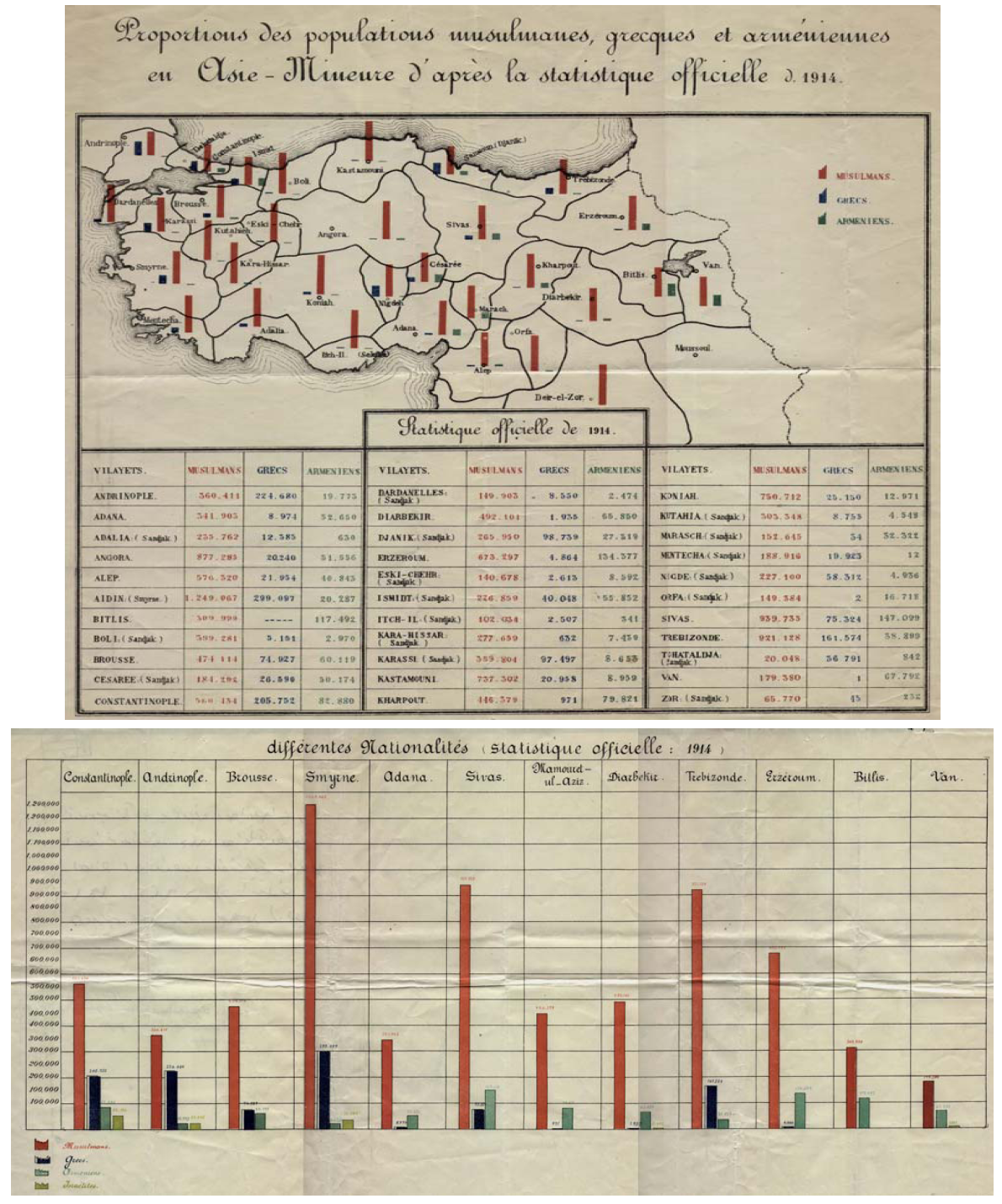
Um documento de 1914 evidenciando os números oficiais do censo populacional de 1914 do Império Otomano. A população total (soma de todos os millets) foi de 20.975.345, com 1.792.206 gregos.

Em 24 de julho de 1908, as expectativas dos gregos por igualdade no Império Otomano aumentaram com a deposição do sultão Abdul Hamid II (r. 1876–1909) e com a subsequente restauração da monarquia constitucional no país. O Comitê de União e Progresso (mais conhecido como o movimento dos Jovens Turcos), um partido político contrário ao absolutismo do sultão Abdul Hamid II, liderou uma rebelião contra o governo. Os Jovens Turcos reformistas depuseram o sultão e o substituíram pelo ineficaz sultão Mehmed V (r. 1908–1918).
Antes da Primeira Guerra Mundial, havia cerca de 1,8 milhão de gregos vivendo sob o Império Otomano. Alguns gregos otomanos proeminentes inclusive serviram como parlamentares otomanos. No Parlamento Otomano de 1908 havia 26 deputados gregos, mas este número caiu para 18 em 1914. Estima-se que a população grega do Império Otomano na Ásia Menor possuísse 2.300 escolas comunitárias, 200.000 estudantes, 5.000 professores, 2.000 igrejas ortodoxas e 3.000 sacerdotes ortodoxos.
Entre 1914 e 1923, os gregos da Trácia e da Ásia Menor foram submetidos a uma campanha de massacres e deportações internas que incluiu marchas da morte. A Associação Internacional dos Acadêmicos em Genocídio (IAGS, na sigla em inglês) reconhece este período como um genocídio e se refere à campanha como genocídio grego.

## Patriarcado de Constantinopla
Depois da queda de Constantinopla em 1453, quando o sultão essencialmente substituiu o imperador bizantino no papel de autoridade sobre os cristãos subjugados, o Patriarca Ecumênico de Constantinopla foi reconhecido por Maomé II como o líder religioso e nacional (etnarca) dos gregos e das outras etnias incluídas no Millet ortodoxo grego. O Patriarcado conquistou uma importância central e ocupou esse papel fundamental entre os cristãos do Império Otomano porque os otomanos não reconheciam distinção legal entre nacionalidade e religião e, portanto, consideravam todos os cristãos ortodoxos do Império como uma única entidade social.
A posição de destaque do Patriarcado no estado otomano incentivou alguns projetos de renascimento grego centrados em noções de ressurreição e revitalização do antigo Império Bizantino. O patriarca e as autoridades eclesiásticas ao seu redor constituíram o primeiro centro de poder grego no contexto do estado otomano, tendo obtido êxito em infiltrar as estruturas do Império Otomano enquanto atraía membros da antiga nobreza bizantina.

## Identidade

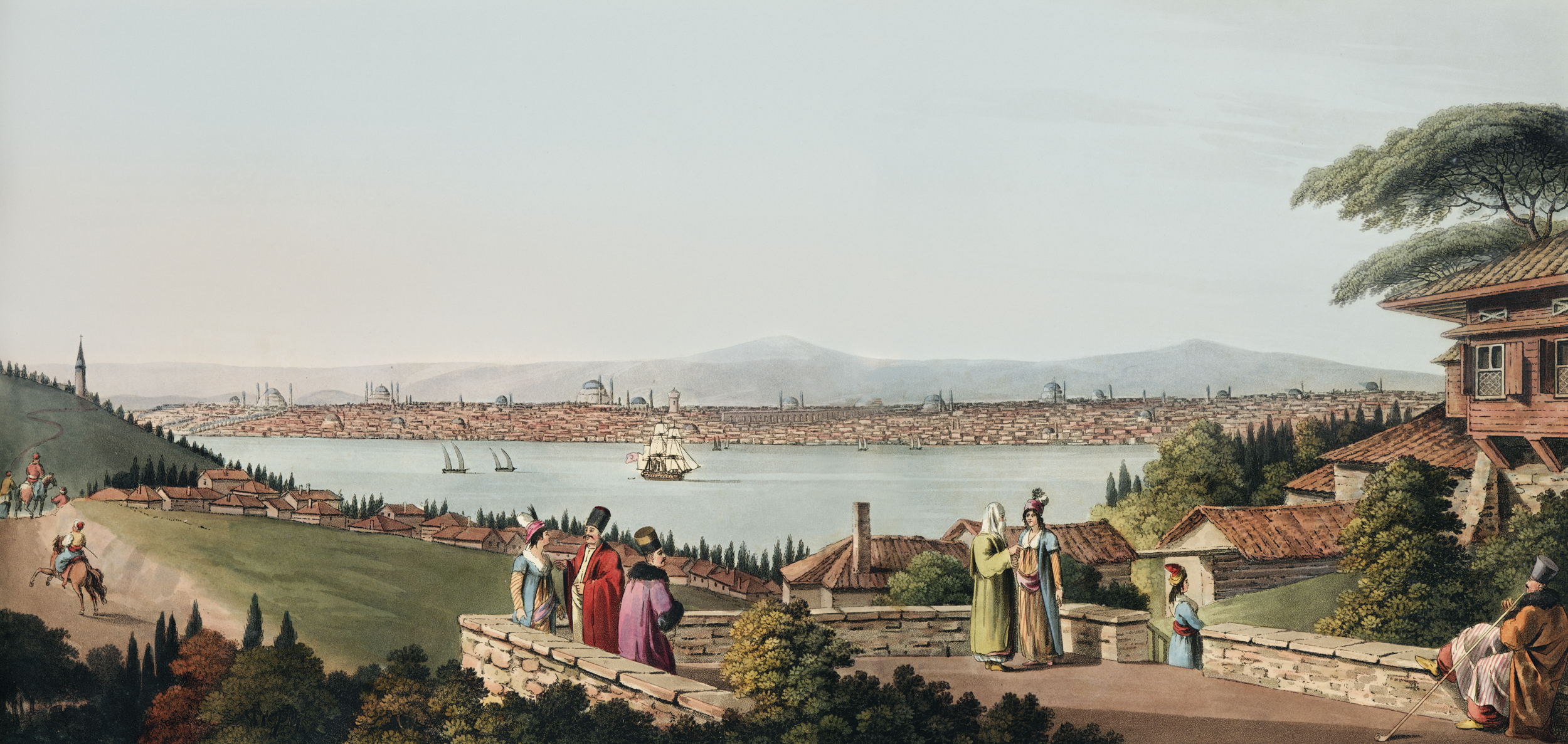
Gregos otomanos em Constantinopla. Pintura de Luigi Mayer

Os gregos compunham um grupo autoconsciente dentro da comunidade religiosa ortodoxa cristã estabelecida pelo Império Otomano. Eles se distinguiam de seus irmãos ortodoxos ao manter sua própria cultura, costumes, idioma e tradição grega na educação. Ao longo dos períodos pós-bizantino e otomano os gregos, enquanto membros do Patriarcado Ecumênico de Constantinopla, se denominaram Graikoi (em grego: Γραικοί, "gregos") e Romaioi ou Romioi (em grego: Ρωμαίοι / Ρωμηιοί, "Romanos").

## Gregos otomanos notáveis
- Aleksandro Karatodori (1833–1906).
- Basil Zaharoff (1850–1936), comerciante de armas e empresário.
- Christakis Zografos (1820–1896), banqueiro e benfeitor.
- Elia Kazan (1909–2003), diretor, produtor, roteirista e ator.
- Elias Venezis (1904–1973), escritor de Ayvalık.
- Evangelinos Misailides (1820-1890).
- Hüseyin Hilmi Pasha (1855–1922), grão-vizir.
- Pargali Ibrahim Pasha (1494–1536), grão-vizir de Solimão, o Magnífico.
- Kösem Sultan (1589-1651), esposa do sultão otomano Ahmed I.
- Michael Vasileiou, comerciante e benfeitor do século XIX.
- Nicholas Mavrocordatos (1670-1730).
- Príncipe Alexander Mavrocordatos (1791-1865), estadista grego.
- Jorge Zarifi (1810-1884), banqueiro e conselheiro econômico do sultão Abul Hamid II.
- Aristóteles Onassis (1906-1975), magnata e empresário de marinha mercante.
- Roza Eskenazi (1890–1980), cantora famoso.
- Rita Abatzi (1914–1969), cantora famosa.
- Marika Ninou (1918–1957), cantora famosa.
- Giannis Papaioannou (1913-1972), cantor famoso.
- Kostas Skarvelis (1880-1942), cantor famoso.
- Matthaios Kofidis (1855-1921), empresário e político.
- Alberto Abravanel (1897-1976), imigrante sefardita grego no Brasil, pai do magnata e apresentador brasileiro de televisão Silvio Santos.[12]

## Galeria

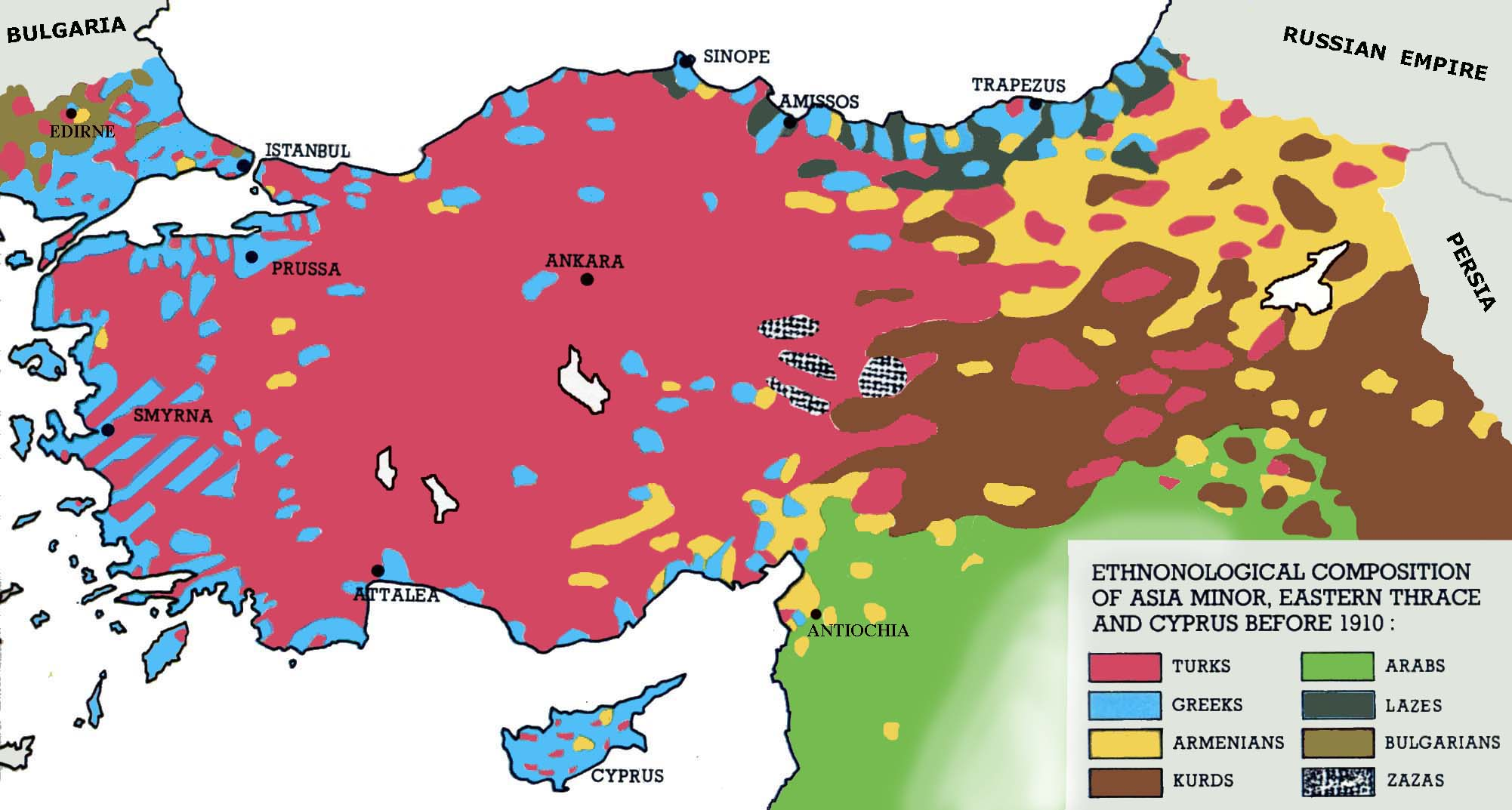
Mapa etnológico representando os gregos otomanos (em azul) em 1910.
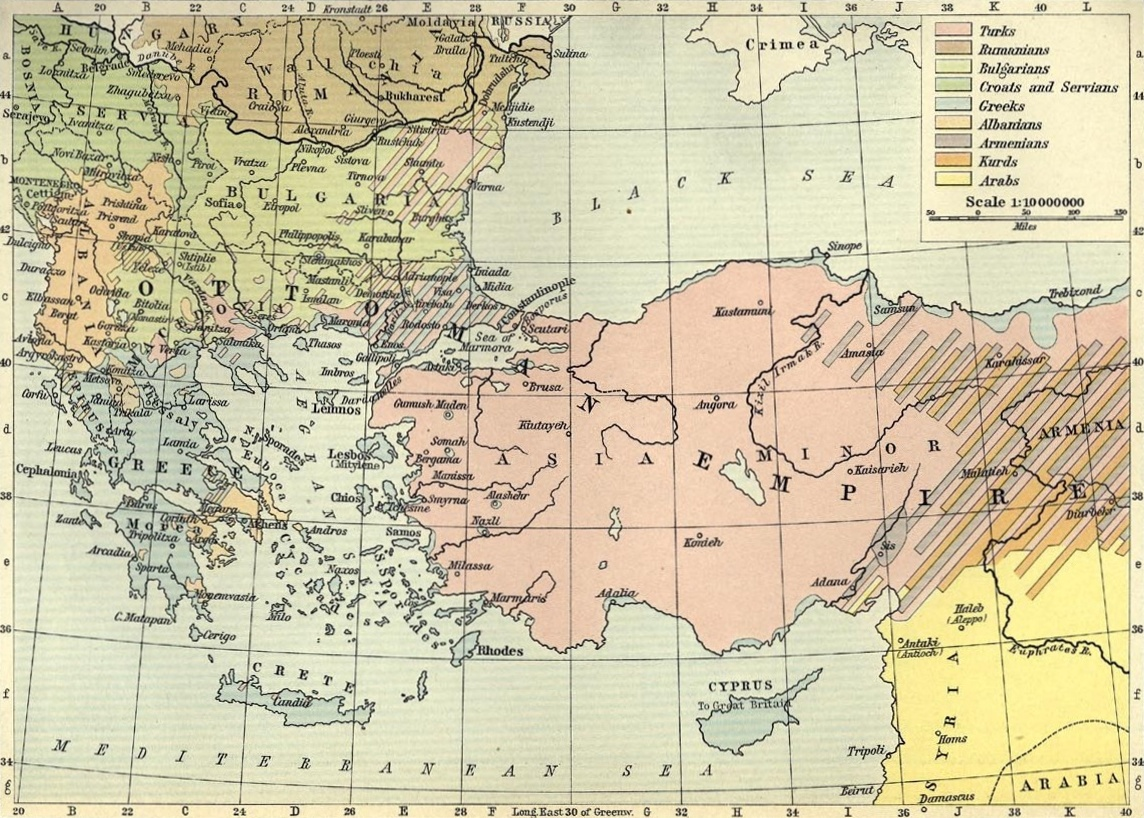
Mapa que descreve a composição étnica dos territórios otomanos em 1911.
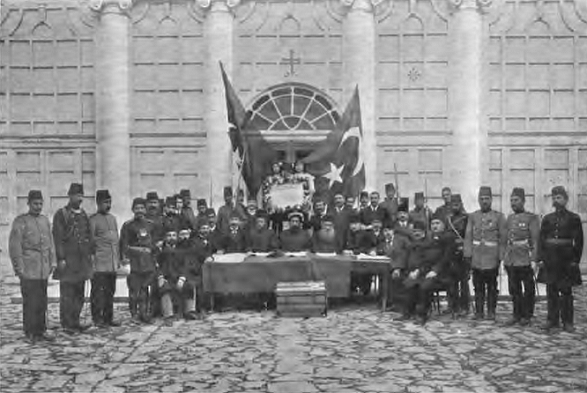
Restauração da Constituição otomana após a Revolução dos Jovens Turcos em 1908; na foto, líderes muçulmanos, gregos e armênios juntos.

### Citações
1. ↑  Dawkins & Halliday 1916.
2. ↑  Akçam 2006, p. 24.
3. ↑  Alaux & Puaux 1916.
4. ↑  Roudometof & Robertson 2001, p. 91.
5. ↑  Lekka 2007, p. 136: "At the start of the war, the Greeks were a thriving community in Asia Minor, a land they had inhabited since the time of Homer. But things deteriorated quickly. Before the Turkish implementation of a nationalist policy, the Greek population was estimated at around 2.5 million, with 2,300 community schools, 200,000 pupils, 5,000 teachers, 2,000 Greek Orthodox churches, and 3,000 Greek Orthodox priests."
6. ↑  International Association of Genocide Scholars. «Genocide Scholars Association Officially Recognizes Assyrian, Greek Genocides» (PDF)
7. ↑  Harrison 2002, pp. 276–277: "The Greeks belonged to the community of the Orthodox subjects of the Sultan. But within that larger unity they formed a self-conscious group marked off from their fellow Orthodox by language and culture and by a tradition of education never entirely interrupted, which maintained their Greek identity."
8. ↑  Volkan & Itzkowitz 1994, p. 85: "While living as a millet under the Ottoman Empire they retained their own religion, customs, and language, and the 'Greeks became the most important non-Turkish element in the Ottoman Empire'."
9. ↑  Kakavas 2002, p. 29: "All the peoples belonging to the flock of the Ecumenical Patriarchate declared themselves Graikoi (Greeks) or Romaioi (Romans - Rums)."
10. ↑  Institute for Neohellenic Research 2005, p. 8: "The people we have named as Greeks (Hellenes in the Greek language) would not describe themselves as such – they are generally known as Romioi and Graikoi – but according to their context the meaning of these words broadens to include or exclude population groups of another language and, at the same time, ethnicity."
11. ↑  Hopf 1873, "Epistola Theodori Zygomalae", p. 236: "...ησάν ποτε κύριοι Αθηνών, και ενωτίζοντο, ότι η νέων Ρωμαίων είτε Γραικών βασιλεία ασθενείν άρχεται..."
12. ↑  On Line Editora. Silvio Santos - Grandes Ídolos. On Line Editora. p. 6.

## Leituras adicionais
- Gondicas, Dimitri; Issawi, Charles Philip, eds. (1999). Ottoman Greeks in the Age of Nationalism: Politics, Economy, and Society in the Nineteenth Century. Princeton, New Jersey: Darwin Press. ISBN 0-87850-096-0
- Clogg, Richard (2004). I Kath’imas Anatoli: Studies in Ottoman Greek History. Istanbul, Turkey: The Isis Press